# Boris Andrij Gudziak
Boris Andrij Gudziak (* 24. listopadu 1960, Syracuse, USA) je ukrajinský řeckokatolický kněz a archieparcha filadelfský.

## Život
Narodil se 24. listopadu 1960 v Syracusách. Studoval na katolické střední škole a ukrajinské škole. V letech 1978-1980 studoval na Syracuse University kde získal dvojitý bakalářský titul z biologie a filosofie. Poté se stal seminaristou na Koleji svaté Sofie v Římě, která vznikla pomocí arcibiskupa Josipa Slipyho. Na Papežské univerzitě Urbaniana získal bakalářský titul z teologie.
Poté odešel zpět do USA kde na Harvardové univerzitě dostal doktorát z církevní historie. Od roku 1993 působil do roku 2002 jako ředitel Institutu církevní historie ve Lvovi. Mezitím, z Papežského východního institutu získal licenciát z teologie a byl vicerektorem Lvovské teologické akademie. Dne 14. srpna 1998 byl biskupem Lubomyrem Huzarem vysvěcen na jáhna a 26. listopadu stejného roku byl vysvěcen biskupem Mudrym na kněze.
Dále působil jako rektor Lvovské teologické akademie a poté Ukrajinské katolické univerzity. Dne 21. července 2012 jej papež Benedikt XVI. ustanovil titulárním biskupem z Carcabie a apoštolským exarchou Francie. Biskupské svěcení přijal 26. srpna 2012 z rukou arcibiskupa Svjatoslava Ševčuka a spolusvětiteli byli arcibiskup Ihor Vozniak a biskup Hlib Lončyna. Dne 19. ledna 2013 byl exarchát povýšen na eparchii a tím se stal eparchiálním biskupem. Dne
18. února 2019 byl jmenován archieparchou filadelfským, úřadu se ujal 4. června 2019.